# Préguillac
Préguillac är en kommun i departementet Charente-Maritime i regionen Nouvelle-Aquitaine i västra Frankrike. Kommunen ligger  i kantonen Saintes-Ouest som ligger i arrondissementet Saintes. År 2022 hade Préguillac 438 invånare.

## Befolkningsutveckling
Antalet invånare i kommunen Préguillac
Referens:INSEE